# ФК Лутон Таун
Фудбалски клуб Лутон Таун (енгл. Luton Town Football Club) енглески је фудбалски клуб из Лутона. У сезони 2022/23. је изборио такмичење у Премијер лиги.

## Историја
Лутон Таун је у сезони 1982/83. први пут играо у највишем рангу енглеског фудбала. У последњем колу победоносни гол Радомира Антића против Манчестер Ситија је сачувао Лутон, а избацио Сити из лиге. Клуб је испао из прве лиге на крају сезоне 1991/92, а четири године касније и у трећи ранг. У сезони 2000/01. Лутон је испао из Друге дивизије, али се са тренером Џоом Киниром већ следеће вратио у њу. Након реконструкције фудбалских лига у Енглеској, Лутон је освојио новоформирану Прву лигу и пласирао се у Чемпионшип.
Због финансијских нерегуларности клуб је три сезоне заредом испадао из лига и тако стигао до Конференцијске лиге. Клуб је безуспешно учествовао у плеј-офу за промоцију три пута у четири сезоне, са пет различитих менаџера. У сезони 2013/14, под управом Џона Стила, Лутон је освојио титулу Конференцијске лиге три кола пре краја и тиме обезбедио повратак у професионални фудбал. Иако је у сезони 2016/17. пропустио пласман у Прву лигу након пораза од Блекпула, наредне две сезоне Лутон се пео у више рангове, прво у Прву лигу као другопласирани, а потом у Чемпионшип као првак.
Лутон се први пут у својој историји пласирао у Премијер лигу кроз плеј-оф у сезони 2022/23. након бољег извођења једанаестераца против Ковентри Ситија.